# (7355) Bottke
(7355) Bottke ist ein Asteroid des inneren Hauptgürtels. Er wurde am 25. April 1995 im Rahmen des Spacewatch-Projektes der University of Arizona am Kitt-Peak-Nationalobservatorium (IAU-Code 691) entdeckt. Sichtungen des Asteroiden hatte es vorher schon gegeben: am 29. Oktober 1911 unter der vorläufigen Bezeichnung A911 UG an der Landessternwarte Heidelberg-Königstuhl, am 17. September 1955 (1955 SK) am Goethe-Link-Observatorium in Indiana, am 26. Januar 1984 (1984 BN) am Kleť-Observatorium bei Český Krumlov und im Januar 1994 (1994 BC2) am italienischen Osservatorio Astronomico di Asiago Cima Ekar.
Der mittlere Durchmesser des Asteroiden wurde mit 5,106 km (± 0,281) berechnet, die berechnete Albedo von 0,390 (± 0,052) weist auf eine helle Oberfläche hin. Die Rotationsperiode wurde 2009 und 2019 von Brian D. Warner untersucht sowie 2013 von Petr Pravec, Marek Wolf und Lenka Šarounová, die Lichtkurven reichten jedoch nicht zu einer Bestimmung aus.
Mittlere Sonnenentfernung (große Halbachse), Exzentrizität und Neigung der Bahnebene von (7355) Bottke ähneln grob den Bahndaten der Mitglieder der Flora-Familie, einer großen Gruppe von Asteroiden, die nach (8) Flora benannt ist. Asteroiden der Flora-Familie bewegen sich in einer Bahnresonanz von 4:9 mit dem Planeten Mars um die Sonne. Die Gruppe wird auch Ariadne-Familie genannt nach dem Asteroiden (43) Ariadne.
(7355) Bottke wurde am 8. August 1998 nach William Frederick Bottke (* 1966) benannt, einem US-amerikanischen Planetologen, der sich auf Asteroiden spezialisiert hat.